# 第12期本因坊戦
第12期本因坊戦（だい12きほんいんぼうせん）は、1956年（昭和31年）に開始され、1957年6月からの本因坊高川秀格と挑戦者藤沢朋斎九段による七番勝負で、高川が4勝2敗で本因坊位を防衛、本因坊戦6連覇となった。10月に行われた就位式において、5期以上本因坊を獲得した棋士は引退後に名誉本因坊を名乗ることができるという規則が制定された。

## 方式
- 参加棋士 : 日本棋院・関西棋院の棋士の初段以上。
- 予選は、日本棋院と関西棋院それぞれで、1次予選、2次予選を行い、その勝ち抜き者による合同の3次予選で4名の新規リーグ参加者を決める。3次予選に参加する関西棋院棋士は7名とし、3次予選とリーグ戦での勝敗数によって次期以降増減させることとした。
- 挑戦者決定リーグ戦は、前期シード者と新参加4名を加えた8名で行う。
- コミは4目半。
- 持時間は、リーグ戦、挑戦手合は各10時間。

## 経過

### 予選トーナメント
新規リーグ参加者は、村島誼紀七段、山部俊郎七段の二人の初参加者、及び関西棋院の橋本宇太郎九段、鈴木越雄六段の4名。杉内雅男、半田道玄、長谷川章、前田陳爾、坂田栄男、藤沢秀行、細川千仭らがトーナメントで敗退となった。また杉内寿子五段が女流棋士として初めて3次予選に進出したが、藤沢秀行に敗退した。

### 挑戦者決定リーグ
リーグ戦は前期シードの島村利博、木谷實、岩本薫、藤沢朋斎と新参加4名で、3月から開始して5月30日に終了、木谷實と藤沢朋斎が6勝1敗の同率1位となり、同率決戦で前期から本因坊リーグに復帰した藤沢が勝って、初の挑戦者となった。
- 同率決戦 藤沢朋斎 - 木谷實
- 残留決定戦 島村利博 - 岩本薫

### 挑戦手合七番勝負
高川本因坊に藤沢が挑戦する七番勝負は6月から開始された。第1局は先番高川が2隅の大斜定石から優勢になったが、終盤に白の藤沢が逆転勝ちした。第2局は白番高川が、序盤優勢から逆転され、再逆転して勝ち。第3局は白番藤沢が得意のマネ碁を打ち、黒が21手目に天元に打ってマネ碁を解消した後大乱戦となったが高川勝ち。第4局は序盤で白番高川の大石が取られてしまい黒の優勢になったが、逆転して高川勝ち。第5局は白番藤沢が勝ち、第6局も先番藤沢が優勢に進めたが、ヨセで誤って白番高川が逆転勝ちし、4勝2敗で防衛、本因坊位連覇記録を6に伸ばした。
6局のうち藤沢が白番の碁はいずれもマネ碁含みの序盤になり、またどの碁も激しい戦いの碁になったのも藤沢の特徴が現れており、高川は「本因坊になってから一番苦しかった」「ヘトヘトのV6だった」と語った。
白の藤沢が得意のマネ碁で始め、黒は21手目に天元に打ってマネ碁を解消した。さらに黒に中央を好形にさせて白は辺で稼ぎ、白40と荒らしに行った。この白石をめぐる巨大な死活の問題になったが、最後はこれを仕留めて黒中押し勝ち。6局目もマネ碁で進んだが、白が12手目で手を変えてマネ碁は解消された。
翌1958年2月には、高川にとっては2年ぶり4回目の本因坊対呉清源三番碁が行われた。第1、2局を呉が勝ち、高川は初回から通算で11連敗となったが、第3局で白番1目半勝ちを収め、初勝利を挙げた。
この1957年は、読売新聞で日本最強決定戦、東京新聞で高松宮賞囲碁選手権戦、共同通信の首相杯争奪高段者トーナメントが開始、朝日新聞の最高位決定戦は2期目となるなど、継続中の王座戦や日本棋院選手権戦、早碁名人戦なども含めて新聞棋戦が軒並み選手権制に移行した年でもあった。またこの頃には高川の実力も以前より高く評価されるようになっており、高川流の一間飛び、ボウシの手法がアマチュアにも人気となっていた。